# Château de Svaneholm
Le château de Svaneholm (Svaneholm slott) est un château suédois situé à Skurup à 40 km à l'est de Malmö en Scanie.

## Historique

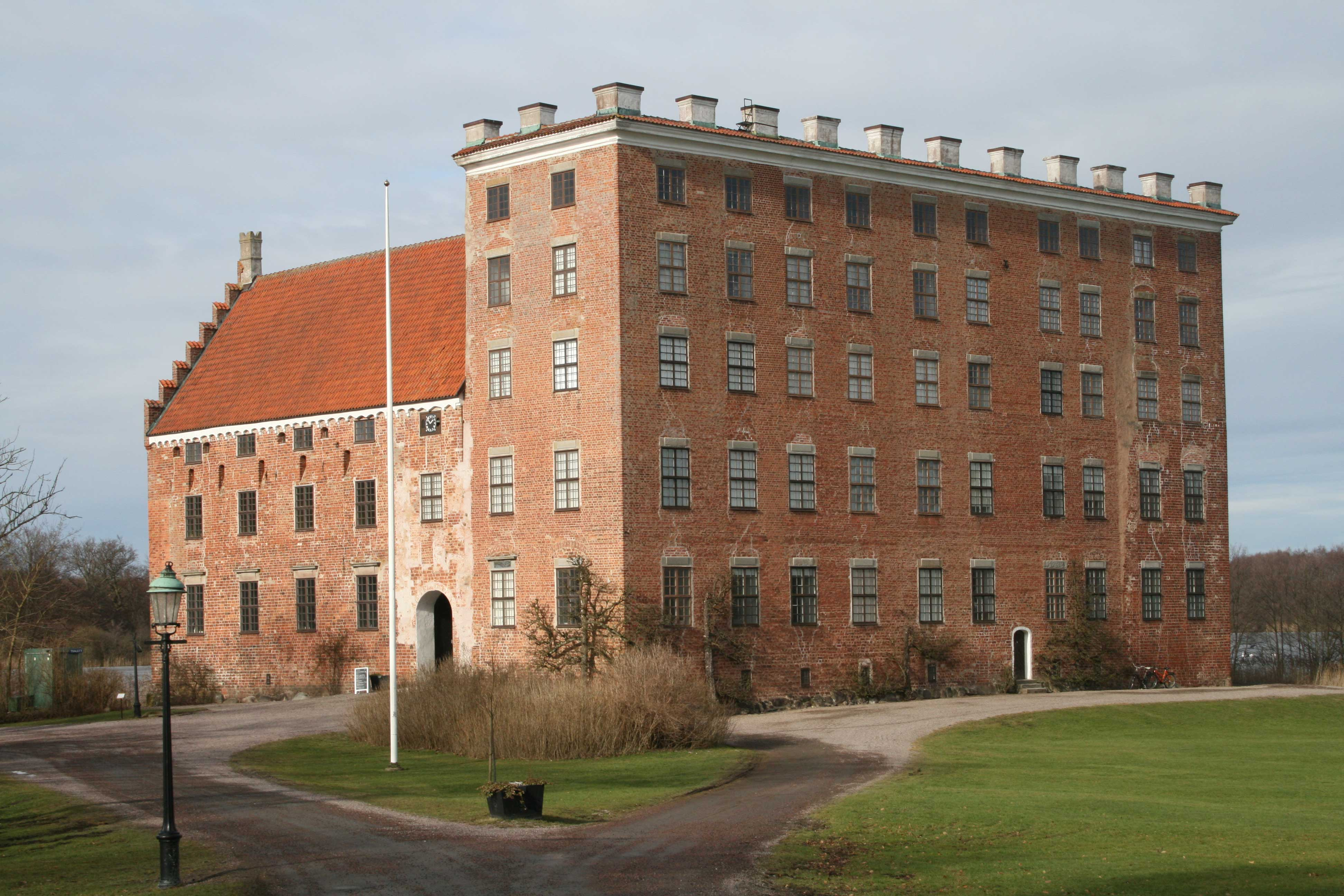
Vue du château de Svaneholm en automne

Un château fort est érigé par Mourids Jespen Sparre sur une île du lac de Svaneholm. Quelques années plus tard, il est reconstruit en style Renaissance et à la fin du XVIIe siècle, Axel Gyllenstierna (1653-1705), qui avait beaucoup voyagé en Europe, fait ajouter une aile est en style baroque italien et placer toutes les fenêtres de façon symétrique. Le château ne subit plus de changements majeurs. Ses fosses sont comblées à la fin du XIXe siècle et l'îlot transformé en petite péninsule, tandis qu'un jardin à l'anglaise est dessiné à l'époque du baron Rutger Macklean, réformateur de l'agriculture en Scanie.
Après la mort du dernier propriétaire privé en 1935, le comte Carl Augustin Ehrensvärd, le château est acquis par une société en coopérative (Svaneholms slott andelsförening). Un musée et un restaurant s'y trouvent pour le public.

## Source
- (de) Cet article est partiellement ou en totalité issu de l’article de Wikipédia en allemand intitulé « Schloss Svaneholm » (voir la liste des auteurs).